# ヴァルター・フェルゼンシュタイン

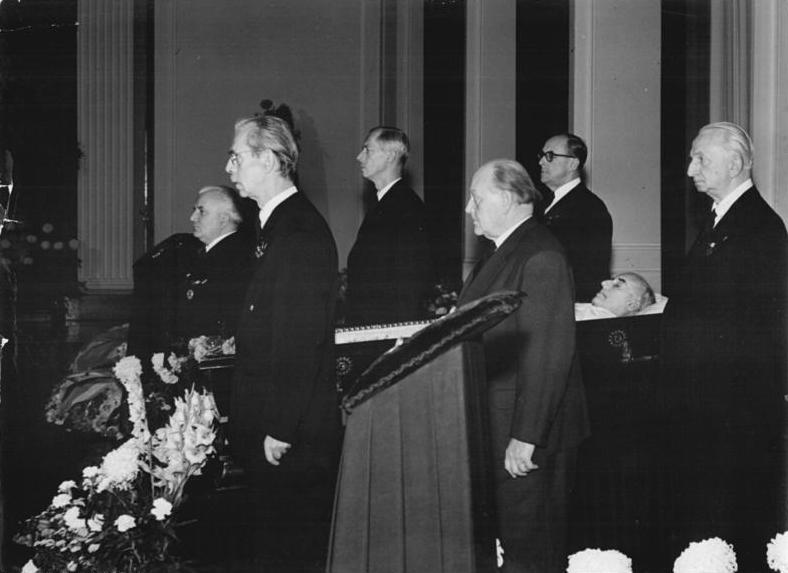
1958年のヨハネス・R・ベッヒャーの葬儀でのフェルゼンシュタイン（右から2番目）

ヴァルター・フェルゼンシュタイン（ドイツ語：Walter Felsenstein、1901年5月30日 - 1975年10月8日）は、オーストリアの演出家。1947年にベルリン・コーミッシェ・オーパーを設立し、死去時まで芸術総監督（インテンダント）の地位にあった。戦後ドイツオペラ史を代表する演出家として後世のオペラ演出、演劇演出にきわめて大きな影響を与えている。 

## 生涯と業績

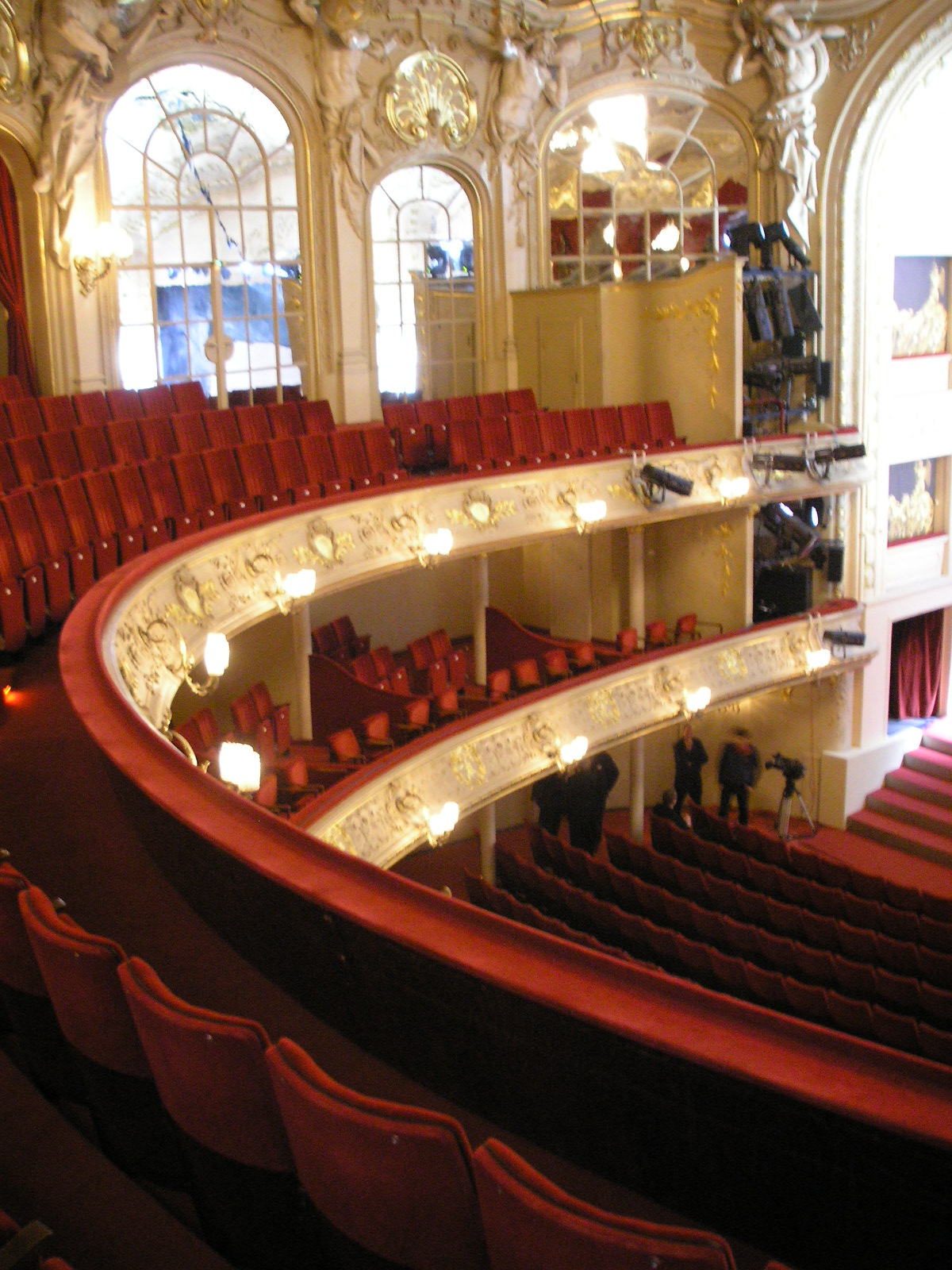
フェルゼンシュタインが活躍した本拠地：旧メトロポール劇場、コーミッシェ・オーパー

ヴァルター・フェルゼンシュタインは、 オーストリア北西部鉄道の高官であったフランツ・オットー・フェルゼンシュタインの息子としてウィーンで生まれた。 1918年、父親がオーストリア連邦鉄道の副局長に昇格したため、家族はフィラッハに転居した。息子はグラーツ工科大学で機械工学を学ばされた。1920年10月22日、彼はグラーツのアカデミー友愛隊トイトニアの「キツネ」（見習い隊員）になった。彼は1921年6月4日に入隊儀式を行った。彼は3回メンズーア（学生決闘）を戦った。1922年2月13日、彼は友愛隊に手紙を送り、ウィーンで勉強しており、同盟友愛隊のサクソニア・ウィーンで活動するには十分な時間がないことを知らせた。「非活動者」として友愛隊のリボン着用者（「活動者」はリボンではなく帯を着用する）になりたいという要望は1922年2月20日に渋々受理された。 
フェルゼンシュタインは劇場に惹かれた。彼はウィーンのブルク劇場でキャリアをスタートさせた。 その後、1923年から1932年までリューベック劇場、マンハイム国立劇場、ボイテン劇場（現ポーランドOpera Śląska）で初めて演出を担当。バーゼル劇場とフライブルク劇場で 、彼は現代の音楽劇場（ムジークテアター）と密接に触れ合った。そしてオペラや演劇の監督として、ケルン歌劇場（1932-1934、このとき大工だったベルント・アルデンホフの才能を見出している）やフランクフルト市立劇場（フランクフルト歌劇場とフランクフルト劇場の複合施設。1934-1936）に在籍した。1936年に帝国劇場会議所は彼が「非アーリア人」と結婚したために彼を追放した。彼はチューリッヒ歌劇場（1938-1940）で活動を続け、1940年にハインリヒ・ゲオルゲの助けを借りてドイツに戻り、ベルリンのシラー劇場（1940-1944）で活動した。また、アーヘン、デュッセルドルフ、メス、ストラスブールで客演演出を務めた。 1942年、彼はザルツブルク音楽祭でモーツァルト『フィガロの結婚』を演出した（指揮者：クレメンス・クラウス、舞台美術と衣裳：シュテファン・フラヴァ）。1945年から1947年まではベルリンのヘッベル劇場で働いた。 1947年に彼は東ベルリンにコーミッシェ・オーパーを設立し、死去するまで芸術総監督を務めた。 
1956年から彼はドイツ民主共和国のドイツ芸術アカデミーと劇場創作者協会の副会長を務めた。 
フェルゼンシュタインはオペラ演出の分野の諸基準を打ち立てた。彼は、洗練された演技による演出を見出したのである。それは元々は演劇だけに存在し、以前の伝統的な歌手たちは避けてきたものであった。コーミッシェ・オーパーでは、ときにシルフィア・ゲスティ、アニー・シュレム、ルドルフ・ショックのような世界的なスターが登場したとしても、フェルゼンシュタインが注視したのは「アンサンブル」であった。その考え方は演奏家にも貫かれていた。例えばイルムガルト・アルノルト、アニー・シュレム、ルート・ショプ＝リプカ、ハンス・ノッカー、ギュンター・ノイマン、ルドルフ・アスムス、ヴェルナー・エンダース、 エーリヒ・ブラスベルク、ヨーゼフ・ブルクヴィンケルなどである。また、舞台の技術スタッフも同様であった。 
1966年、彼は有能なバレエの振付師トム・シリングとジャン・ヴァイトを起用し、コーミッシェ・オーパーを補完する新たな革命的オペラスタイルのバレエアンサンブルを構築する。この課題はトム・シリングが最短で成し遂げ、1993年までに75を超えるバレエ作品が制作され、世界30か国以上で認められた。トム・シリングの「リアリスティック・ダンス・シアター」は、芸術総監督のフェルゼンシュタインの多大なサポートがなければ、決して実現しなかったであろう。 
フェルゼンシュタインは、彼の独特なオペラ作品のために音楽劇場（ムジークテアター）という言葉を広め、ムジークテアター派と呼ばれる一大潮流を打ちたてた。ここから錚々たる演出家が巣立っている。最も著名な弟子はゲッツ・フリードリヒであろう。3人目の重要な演出家はフェルゼンシュタインの後継者となったヨアヒム・ヘルツである。次にコーミッシェ・オーパーの首席演出家となったのはハリー・クプファーであり、同じ潮流の中に位置づけられる。ペーター・コンヴィチュニーも、師のルート・ベルクハウスとともにムジークテアター派とみなされている。フェルゼンシュタインの息子ペーター・ブレンナー（1930年5月8日 - 最初の妻エレン・ブレンナーの子）とヨハネス・フェルゼンシュタイン（1944年8月19日 - 2017年10月30日）もオペラの演出家として成功している。最年少の息子クリストフ・フェルゼンシュタイン（1946年 - ）は、最初マックス・ラインハルト・セミナーで俳優として修業し、それから進路を変え、遠洋航海の船長になり、その後はヴィスマール大学海洋学科の講師となった。2010年、彼は父が監督したDEFA（旧東ドイツの映画会社）の映画をリメイクして2010年12月と2011年1月にバビロン映画館（ベルリンの映画館）で上映し、大きな関心を呼んだ。存命の出演者の多くが足を運んだ。 
フェルゼンシュタインは、世界のオペラ作品の独語翻訳や編集も手掛けた。例えばビゼー『カルメン』1949、ヴェルディ『椿姫』1955、モーツァルト『魔笛』1954、オッフェンバック『ホフマン物語』1958、ヴェルディ『オテロ』1959、オッフェンバック『青ひげ』1963-1992、ヤナーチェク『利口な女狐の物語』1956、 ブリテン『真夏の夜の夢』などがある。彼は外国語のオペラも常に独語で上演した。 オペラ、オペレッタに関しては、東西の壁を隔た他国ではあるが彼の流儀を忠実に守ってくれる牙城であるベルリン・コーミッシェ・オーパーに限定した活動を続けた。

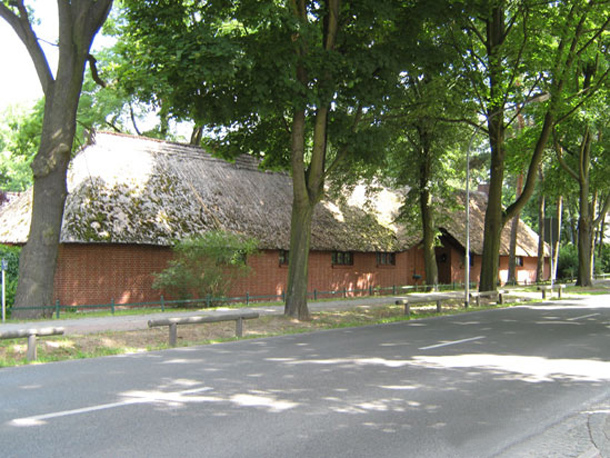
グリーニッケ/ノルトバーンの住居

演劇の演出家としても、第二次世界大戦後 、フェルゼンシュタインはウィーンのブルク劇場で何度も活躍している。例えば、ハインリッヒ・フォン・クライストのハイルブロンのケートヒェン、1975年のゲーテのトルクワト・タッソーなどである。バイエルン国立劇場では、1972年にシラーのヴァレンシュタインを監督している。

## 家族

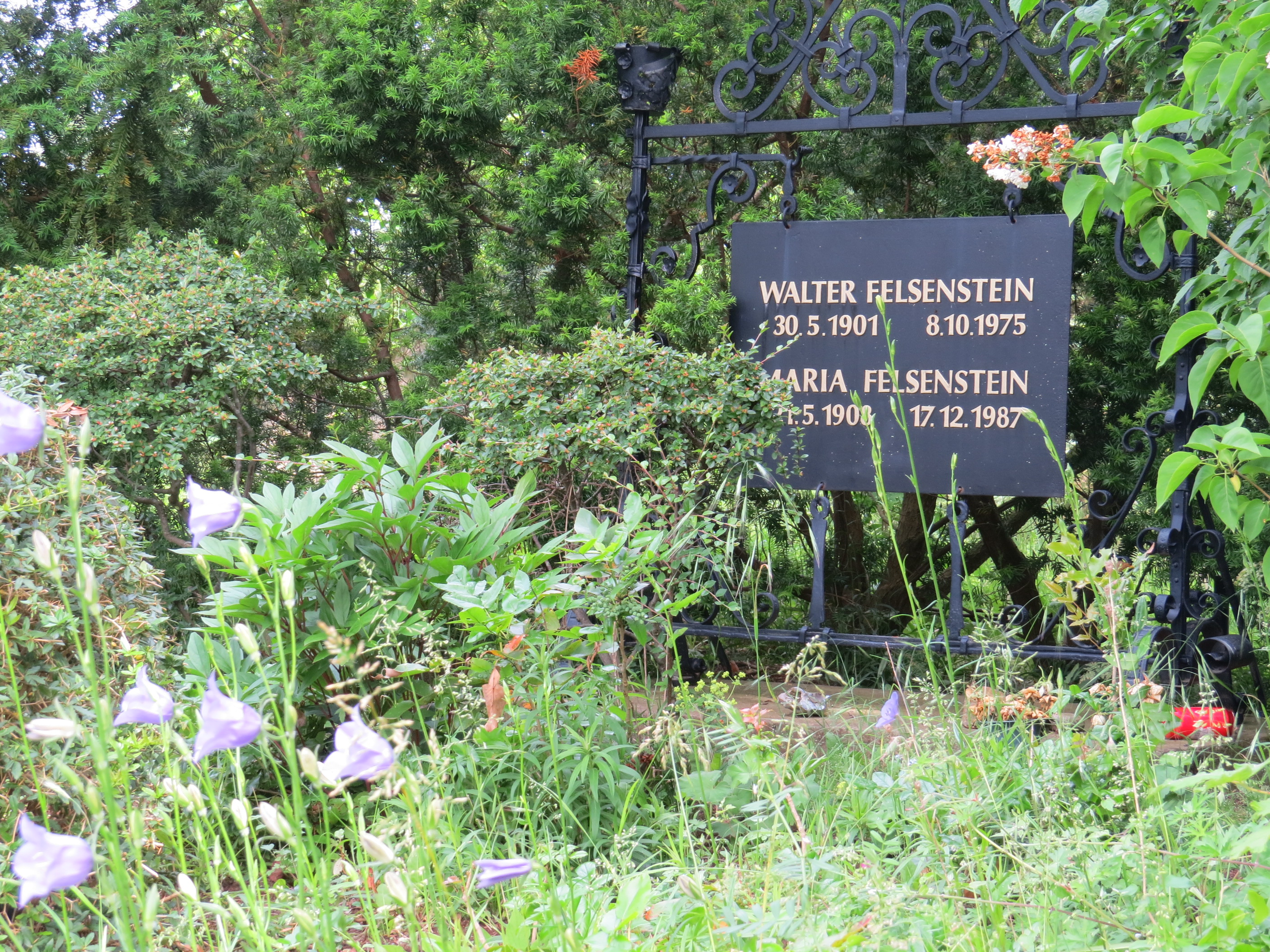
ヒッデンゼー島クロスターにあるフェルゼンシュタイン家の墓

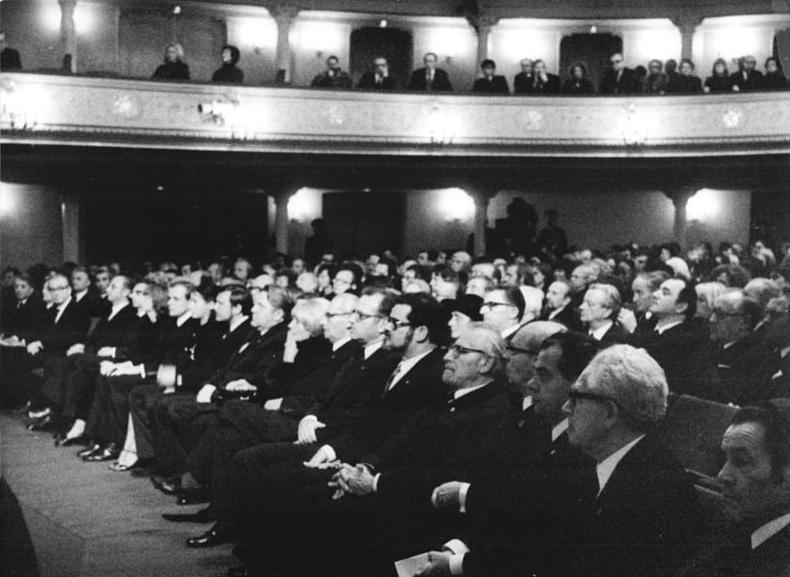
フェルゼンシュタインの葬儀

フェルゼンシュタインは西ベルリンに住んでいたが、1967年にベルリンの北にあるグリーニッケ/ノルトバーンに転居した。 バルト海に浮かぶヒッデンゼー島のクロスターには大きな庭のある別荘を持ち、そこでロバを飼っていた。彼は島の墓地に埋葬された。1987年に亡くなった2番目の妻マリアもここに埋葬されている。この場所には記念碑などは作られていない。
フェルゼンシュタインの弟テオドール（1903年 - 1983年）は、1950年から1954年まで、新たに設立された「オーストリア自由アカデミック協会」の会長を務めた。

## 受賞歴
- ベルリン市ゲーテ賞（1950）
- カールマルクス勲章（1969）
- 功労愛国勲章＜金＞（1973）
- フンボルト大学ベルリン名誉博士
- ウィーン音楽劇場協会名誉会員。
- マサチューセッツ州ボストンオペラ連盟による「勝利のオルフェウス」の盾（1971）
- ベルリンのマルツァーン＝ヘラースドルフ区の「ヴァルターフェルゼンシュタイン通り」

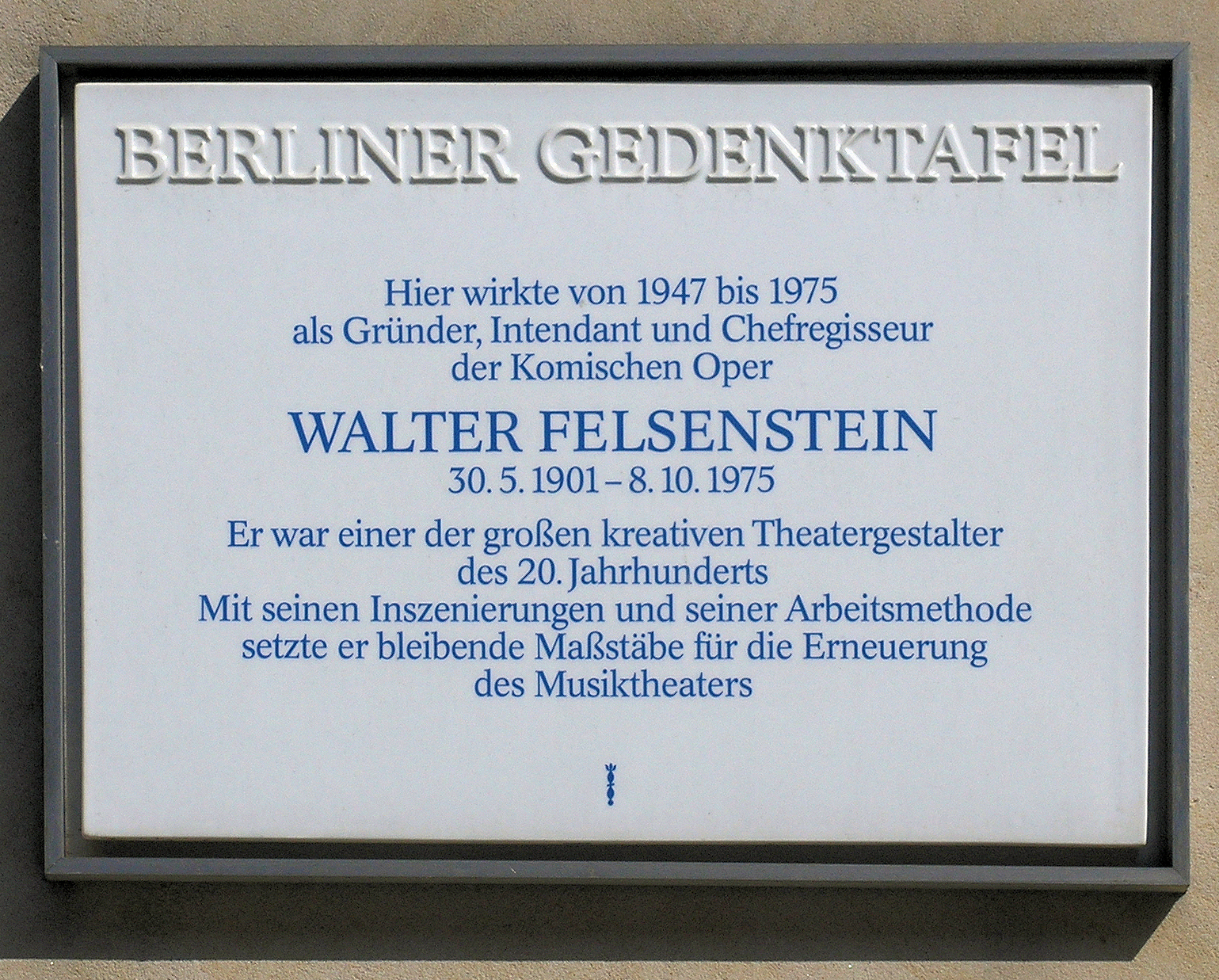
Berliner Gedenktafel（ドイツ・ベルリンのミッテ区）にあるフェルゼンシュタインの記念板

## 関連図書
- Stephan Stompor (編), Walter Felsenstein, Joachim Herz: Musiktheater. Beiträge zur Methodik und zu Inszenierungskonzeptionen. Reclam, Leipzig 1976.
- … nicht Stimmungen, sondern Absichten. Gespräche mit Walter Felsenstein. Material zum Theater Bd. 200. Theater und Gesellschaft. Bd. 43. Verband der Theaterschaffenden der DDR, Berlin 1986.
- Ilse Kobán (編): Walter Felsenstein. Theater muß immer etwas Totales sein. Briefe, Aufzeichnungen, Reden, Interviews. Henschelverlag Kunst und Gesellschaft, Berlin 1986, ISBN 3-362-00013-4.
- Walter Felsenstein: Theater. Gespräche, Briefe, Dokumente. Hentrich, Berlin 1991, ISBN 3-926175-95-8.
- Walter Felsenstein: Die Pflicht, die Wahrheit zu finden. Briefe und Schriften eines Theatermannes. 序文:Ulla Berkéwicz. 編:Ilse Kobán. Suhrkamp, Frankfurt a. M. 1997, ISBN 3-518-11986-9.

## 映像作品
- 1941：突風（オペラでない唯一の一般映画）
- 1956：フィデリオ
- 1965：利口な女狐の物語（スタジオ収録）
- 1966：ドン・ジョヴァンニ（劇場収録）
- 1969：オテロ（スタジオ収録）
- 1970：ホフマン物語（スタジオ収録）
- 1973：青ひげ（スタジオ収録）
- 1976：フィガロの結婚（劇場収録）

## 劇場作品
- 1948：オルフ：賢い女（ベルリン・コーミッシェ・オーパー）
- 1951：ウェーバー：魔弾の射手（ベルリン・コーミッシェ・オーパー）
- 1951：モーツァルト：フィガロの結婚 （ベルリン・コーミッシェ・オーパー）
- 1952：ヴェルディ：ファルスタッフ（ベルリン・コーミッシェ・オーパー）
- 1956：リヒャルト・シュトラウス：無口な女（ベルリン・コーミッシェ・オーパー）
- 1963：オッフェンバック：青ひげ（ベルリン・コーミッシェ・オーパー）

## 文献

### 記載
- Bernd-Rainer Barth: Felsenstein, Walter. In: Wer war wer in der DDR? 5. Ausgabe. Band 1Ch. Links, Berlin 2010, ISBN 978-3-86153-561-4.
- Andreas Kotte, ed (2005). Theaterlexikon der Schweiz (TLS) / Dictionnaire du théâtre en Suisse (DTS) / Dizionario Teatrale Svizzero / Lexicon da teater svizzer. 1. Zürich: Chronos. pp. 573. ISBN 978-3-0340-0715-3. LCCN 2007-423414. OCLC 62309181
- Christoph Kammertöns: Walter Felsenstein, in: Elisabeth Schmierer (編): Lexikon der Oper, Band 1, Laaber, Laaber 2002,  ISBN 978-3-89007-524-2, S. 506–509.

### 単行本
年代順
- Stephan Stompor (編・共著 Ilse Kobán): Walter Felsenstein. Schriften zum Musiktheater. Henschelverlag Kunst u. Gesellschaft, Berlin 1976.
- Dieter Kranz: Gespräche mit Felsenstein. Aus der Werkstatt des Musiktheaters. Henschelverlag Kunst u. Gesellschaft, Berlin 1977.
- Ilse Kobán (編・共著 Stephan Stompor): Walter Felsenstein. Theater muss immer etwas Totales sein. Briefe, Reden, Aufzeichnungen, Interviews. Henschelverlag Kunst u. Gesellschaft, Berlin 1986.
- Ilse Kobán (編): Walter Felsenstein. Theater. Gespräche, Briefe, Dokumente. Mit einem Nachwort von Dietrich Steinbeck. Edition Hentrich, Berlin 1991. ISBN 3-926175-95-8
- Ilse Kobán (編): Walter Felsenstein. Die Pflicht, die Wahrheit zu finden. Briefe und Schriften eines Theatermannes. Suhrkamp, Frankfurt am Main 1997. ISBN 3-518-11986-9
- Ilse Kobán (編): Routine zerstört das Stück, oder die Sau hat kein Theaterblut. Erlesenes und Kommentiertes aus Briefen und Vorstellungsberichten zur Ensemblearbeit Felsensteins. Märkischer Verlag, Wilhelmshorst 1997, ISBN 3-931329-13-5.
- Robert Braunmüller: Oper als Drama. Das realistische Musiktheater Walter Felsensteins. Max Niemeyer Verlag, Tübingen 2002, ISBN 3-484-66037-6.
- Rainer Homann: Die Partitur als Regiebuch. Walter Felsensteins Musiktheater. epOs-Music, Osnabrück 2005, ISBN 978-3-923486-44-1.
- Aksinia Raphael (編): Werkstatt Musiktheater. Walter Felsenstein in Bildern von Clemens Kohl. Henschel, Berlin 2005, ISBN 3-89487-516-X
- Boris Kehrmann: Vom Expressionismus zum verordneten „Realistischen Musiktheater“ – Walter Felsenstein. Eine dokumentarische Biographie 1901 bis 1951. – 2 Bde. – Tectum, Marburg 2015. (Dresdner Schriften zur Musik; 3) ISBN 978-3-8288-3266-4

### 記事
- John Rockwell (14 July 1992). "Emotional Finale for 'Bluebeard' in Berlin". The New York Times (英語). 2019年12月31日閲覧。
- Hans-Jochen Genzel (30 May 2001). "Über den Regisseur und Theaterleiter Walter Felsenstein, der heute 100 Jahre alt geworden wäre: Das Leben durch die Kunst verbessern". Berliner Zeitung. 2019年12月31日閲覧。（ドイツ語）
- Wolfgang Fuhrmann (22 December 2007). "Die Komische Oper wird 60. Über ihren Gründer Walter Felsenstein spricht dessen Sohn Christoph: Es flossen Tränen". Berliner Zeitung. 2019年12月31日閲覧。（ドイツ語）